# Le Village de la colère
Pour plus de détails, voir Fiche technique et Distribution.
Le Village de la colère est un film français réalisé par Raoul André, sorti en 1947.

## Fiche technique
- Titre : Le Village de la colère
- Réalisation : Raoul André
- Scénario et dialogues : Jean Canolle
- Photographie : Raymond Agnel
- Décors : Louis Le Barbenchon et Raymond Nègre
- Son : Robert Biard
- Musique : Django Reinhardt
- Production : André Hugon
- Tournage : du 20 août au 19 octobre 1946
- Pays de production :  France
- Format :  Noir et blanc
- Genre : Film dramatique
- Durée : 105 minutes
- Date de sortie :
  - France -  7 mai 1947

## Distribution
- Louise Carletti
- Paul Cambo
- Jean Parédès
- Micheline Francey
- Marcel Lupovici
- Raymond Cordy
- Marcelle Géniat
- Pierre Duncan
- Samson Fainsilber
- Nicole Riche
- Roger Monteaux
- Maurice Schutz